# Jean-Baptiste d'Autriche
Pour les articles homonymes, voir Juan d'Autriche (homonymie).
Jean-Baptiste Joseph Fabien Sébastien d’Autriche, né le 20 janvier 1782 à Florence en Toscane et mort le 11 mai 1859 à Graz en Styrie, est un prince de la maison de Habsbourg-Lorraine, 9e fils du grand-duc Léopold de Toscane, futur empereur Léopold II, et de son épouse Marie-Louise d'Espagne. Frère cadet de l'empereur François Ier d'Autriche, il est feld-maréchal de l'armée impériale et régent impérial du pouvoir central provisoire mis en place par le parlement de Francfort en 1848 lors des événements de la révolution de Mars.
L'« archiduc Johann » a durant des décennies vécu dans la province de Styrie où il est une véritable institution pour les artistes, l'agriculture et l'industrie ferroviaire.

## Biographie
Treizième des seize enfants du grand-duc Léopold Ier (1747-1792) et de Marie-Louise d'Espagne (1745-1792), issue de la maison de Bourbon, l'archiduc Jean-Baptiste naît à Florence, alors capitale du grand-duché de Toscane, en 1782. 
Depuis 1737, le duc François III, mari de l'archiduchesse Marie-Thérèse d'Autriche, échange son duché de Lorraine et son duché de Bar contre le grand-duché de Toscane, où la maison de Habsbourg-Lorraine règne désormais. La politique de réconciliation avec la maison de Bourbon - qui règne sur la France, l'Espagne, Naples et la Sicile ainsi que Parme, Plaisance et Guastalla - permet aux Habsbourg-Lorraine, par des mariages appropriés, de s'implanter dans la péninsule.
Le grand-duc Léopold, fils cadet de François et Marie-Thérèse, succède à son père sur le trône de Toscane en 1765 et quitte Vienne pour Florence. Réformiste et adepte du constitutionalisme moderne, il acquiert ainsi la réputation d'être un monarque « éclairé ». 

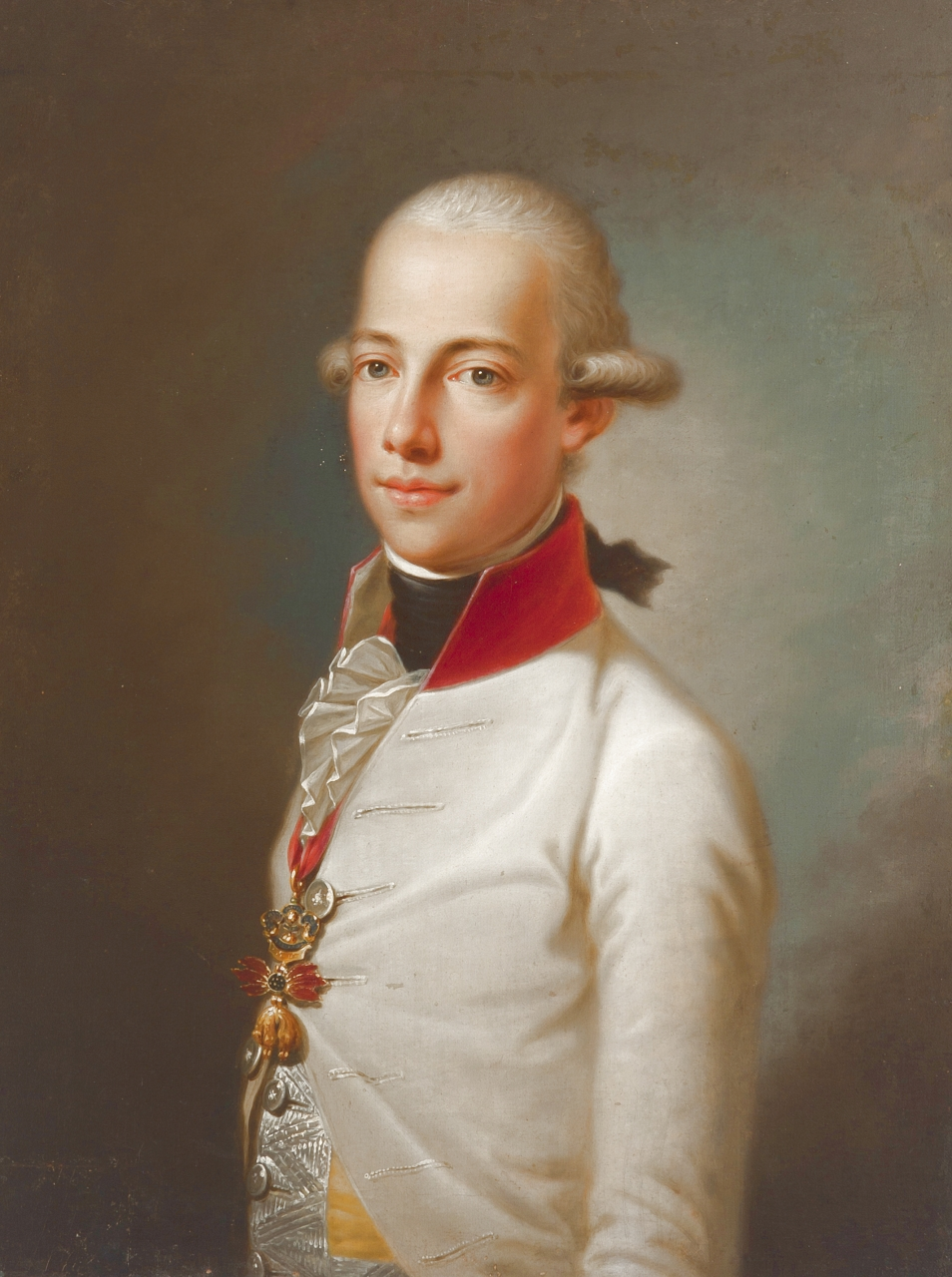
L'archiduc dans les années 1790.

L'archiduc Jean (en allemand : Johann) reçoit à son baptême le nom du saint patron de la ville de Florence, Jean le Baptiste. Sa langue maternelle est l'italien ; plus tard, il apprend le français et l'allemand. Influencé par l'érudit Johannes von Müller, il développe un vif intérêt pour les pays alpins de la monarchie de Habsbourg. Pendant toute sa vie, il s'occupe d'histoire et de la « Question sociale », ainsi que des sciences naturelles et militaire. Grand mécène, il s'intéresse au travail d'agriculteur, de viticulteur et d'industriel ; en outre, il se révèle être un excellent chasseur et alpiniste.

### Guerres napoléoniennes
Destiné à poursuivre une carrière militaire, il est promu major général, tout en étant colonel du 26e régiment des dragons, le 22 juillet 1795. En 1800, il reprend au général Kray le commandement de l'armée impériale lors des dernières batailles de la Deuxième Coalition, mais est à son tour défait en Bavière à Hohenlinden par les troupes du général Moreau. Après la signature du traité de Lunéville le 9 février 1801, il est nommé directeur général de bâtiments fortifiés par son frère aîné l'archiduc Charles-Louis d'Autriche-Teschen. Le 30 mars, il est élevé au rang de Feldmarschall-Leutnant et nommé directeur de l'Académie militaire thérésienne au château de Wiener Neustadt.
Durant la guerre de la Troisième Coalition en 1805, il commande un corps à Innsbruck en Tyrol, face aux Français et aux Bavarois. En tant que General der Kavallerie, début septembre, il commande l'armée de Charles-Louis en Italie. Il est fait commandeur de l'ordre militaire de Marie-Thérèse, mais le traité de Presbourg offre à la fin de l'année le Tyrol à la Bavière. Jean-Baptiste garde toutefois des contacts étroits avec les mouvements de résistance tyroliens, se liant notamment avec le baron Josef von Hormayr. À partir de 1808, il organise le déploiement de la récente Landwehr tyrolienne contre les forces de Napoléon Ier et encourage la rébellion tyrolienne menée par Andreas Hofer contre les Bavarois et les Français.
En avril 1809, durant la guerre de la Cinquième Coalition, Jean-Baptiste retourne en Italie et occupe la ville d'Udine ; il triomphe d'Eugène de Beauharnais à la bataille de Sacile, mais doit se retirer en Carinthie puis en Styrie face aux renforts français et à la défaite des forces autrichiennes à Eckmühl. La défaite qu'il essuie ensuite à la bataille de Raab le 14 juin l'empêche de joindre ses forces avec celles de Charles-Louis à Wagram en temps opportun. Lorsqu'il rejoint le champ de bataille, il tombe sur les arrières des Français et commence à attaquer les hôpitaux de campagne, mais est vite repoussé. Le commandement suprême passe au prince Jean Ier de Liechtenstein, tandis que l'archiduc Jean-Baptiste reçoit la Grand Croix de l'ordre de Marie-Thérèse.
Après le traité de Schönbrunn, et la politique de rapprochement avec la France que soutient le ministre Klemens von Metternich, l'archiduc Jean-Baptiste se désintéresse de la Cour impériale. Il est fortement discrédité lorsqu'en 1813, l'on démantèle une conspiration menée par Hormayr, et dont on dit qu'elle avait pour but de créer un royaume de Rhétie indépendant dont il aurait été le souverain. Il doit se retirer sur ses terres de Thernberg et a interdiction de se rendre au Tyrol (cette interdiction n'est levée qu'en 1833).
Lors de la guerre de la Septième Coalition en 1815, il assiège la forteresse de Huningue, face à Bâle, défendue par le général Barbanègre. À sa reddition le 26 août, la citadelle est rasée sur demande des Bâlois. C'est la fin de sa carrière militaire, jusqu'à sa nomination de maréchal honoraire par Ferdinand Ier en 1836.

### Régent impérial
Après la révolution de Mars, la première assemblée nationale allemande est élue à Francfort ; elle nomme le 28 juin 1848 le pouvoir central provisoire qui doit lui servir de gouvernement, et décrète qu'il sera dirigé par un régent impérial. Le lendemain, le parlement élit Jean-Baptiste d'Autriche régent, considérant qu'un prince autrichien, ennemi de Metternich et libéral, est la candidature la plus consensuelle. L'archiduc accepte et prend donc la tête de l'exécutif de ce nouveau régime impérial. Toutefois, les désaccords politiques paralysent le parlement ; s'ils s'accordent sur une constitution en mars 1849, le roi de Prusse refuse la couronne impériale en avril. Si les états allemands les moins puissants acceptent la constitution proposée, les autres (Autriche, Bavière, Hanovre, Prusse, Saxe) s'y opposent. La révolution subit une très violente répression, tandis que Jean-Baptiste remet ses pouvoirs le 20 décembre 1849 à la Confédération germanique restaurée.

## Union et postérité
Jean-Baptiste d'Autriche épouse morganatiquement le 18 février 1829 Anne Plochl, qui est faite comtesse de Méran.
Un enfant est issu de cette union :
- François-Louis de Méran (1839-1891).

En épousant Anne Plochl, Jean-Baptiste de Habsbourg-Lorraine créa une nouvelle branche morganatique de la dynastie des Habsbourg-Lorraine, celle des comtes de Méran (de).